# Bibliothèque de Lumo
La bibliothèque de Lumo (finnois : Lumon kirjasto) est une bibliothèque du quartier de Korso à Vantaa en Finlande,,,.

## Présentation
La bibliothèque est installée dans le Centre polyvalent Lumo à l'adresse Urpiaisentie 14,.
Jusqu'en 2003 la bibliothèque était appelée bibliothèque de Korso.
La bibliothèque Lumo est la quatrième plus grande bibliothèque de Vantaa.
En 2017, elle a reçu environ 233 000 visiteurs.
Les services de la bibliothèque de Lumo sont répartis sur deux étages. 
Au rez-de-chaussée, il y a un point de service aux usagers, des livres, une section pour enfants, un coin conte de fées avec technologie de présentation, un e-point présentant du matériel électronique, des ordinateurs à haut débit, des ordinateurs pour enfants et adolescents et un tableau intelligent à la disposition des visiteurs.
L'étage suoetieur sert d'espace de travail avec des ordinateurs, des bureaux adaptés à l'étude et au travail de groupe, une salle de lecture calme séparée et une salle de bibliothèque qui peut être empruntée avec une carte de bibliothèque. 
Au rez-de-chaussée, le bureau d'information de Vantaa fonctionne également en relation avec la bibliothèque,.

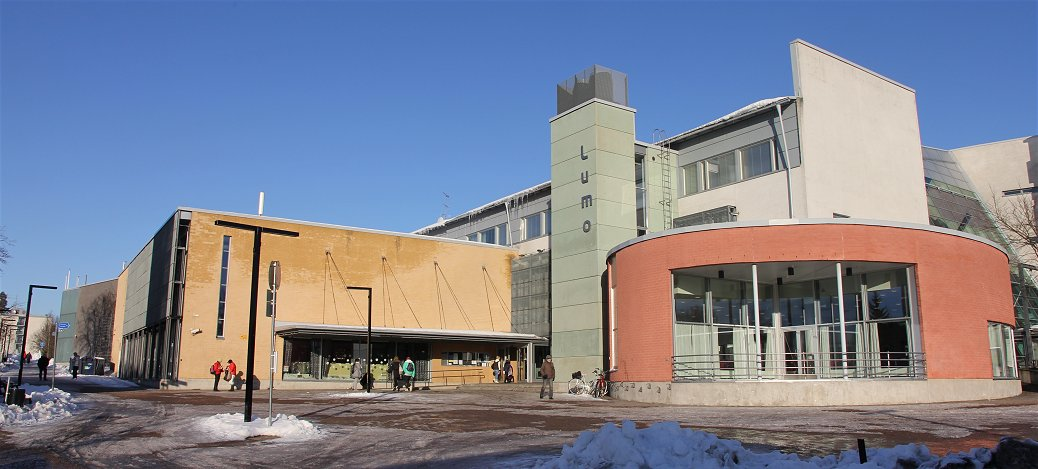
Le centre Lumo. La bibliothèque est dans la partie en briques.

## Groupement Helmet de bibliothèques
La bibliothèque de Lumo fait partie du groupement Helmet, qui est un groupement de bibliothèques municipales d'Espoo, d'Helsinki, de Kauniainen et de Vantaa ayant une liste de collections commune et des règles d'utilisation communes.